# Eth (Noorderdepartement)
Eth is een gemeente in het Franse Noorderdepartement (regio Hauts-de-France) en telt ruim 300 inwoners. De plaats maakt deel uit van het arrondissement Avesnes-sur-Helpe.
Eth ligt tegen de Belgische grens. De dorpskern sluit door lintbebouwing aan op de dorpen Bry en Sebourg.